# Федоренко Андрій Степанович
Андрі́й Степа́нович Федоре́нко (нар. 9 січня 1984, Чернігів) — український футболіст, воротар.

## Біографія
Вихованець чернігівського футболу, у ДЮФЛ грав за команду «Юність» (Чернігів). 2001 року навчався у Москві в юнацькій футбольній школі «Академіка». Виступи у дорослому футболі також розпочав у Росії — в ярославському «Шиннику», де грав лише за дублюючий склад. 2005 року повернувся до України, виступав спочатку за першолігову дніпродзержинстку «Сталь», а згодом за друголіговий бориспільський «Нафком», що став першою командою, в якій Федоренко був основним воротарем.
Протягом 2006—2008 років виступає за кордоном — спочатку в Казахстані, де захищає кольори клубу «Атирау», а згодом у Румунії, де грає за «Чахлеул» та дублюючих склад бухарестського «Динамо». З осені 2008 року знову виступає у першій лізі чемпіонату України, цього разу у складі «Десни» з рідного Чернігова. Протягом одного сезону, проведеного у команді, стає не лише основним воротарем, але й віце-капітаном.
Сезон 2009—2010 розпочинає вже у клубі української вищої ліги — криворізькому «Кривбасі», у матчах вищої ліги дебютує в грі проти київського «Динамо» 1 серпня 2009 року (поразка 1:3). Пропустивши у перших двох іграх за криворізьку команду 6 м'ячів, припиняє потрапляти до стартового складу.
2016 року грав за білоруський клуб «Крумкачи».